# George Roland
George Roland (* 1882 im Russischen Kaiserreich; † im 20. Jahrhundert) war ein Filmregisseur, Filmproduzent und Filmeditor.

## Leben
Roland war in den 1930er Jahren in unterschiedlichen Funktionen an mehreren Produktionen des jiddischen Films in den Vereinigten Staaten von Amerika beteiligt.
Bei dem United States Census 1940 lebte er in Central Park West, New York zusammen mit seiner Frau Jean (* 1894 in Polen) und seinen zwei Töchtern Molly (* 1934 in New York) und Adeline (* 1939 in New York).
Noch im Jahr 1950 war er für die englischen Untertitel zweier jiddischsprachiger Filme verantwortlich: Joe Bernes Catskill Honeymoon und die Wiederaufführung von Sidney M. Goldins Zein Weib's Lubovnick/His Wife's Lover.

## Filmografie
- 1920: The Sacred Flame (Drehbuch)
- 1932: Joseph in the Land of Egypt (Kompilationsfilm, Regisseur) – unter Verwendung von Ausschnitten vermutlich aus Joseph in the Land of Egypt, 1914 von Eugene Moore[4]
- 1933: A Daughter of Her People (Kompilationsfilm, Regisseur) – unter Verwendung von Ausschnitten aus Judith Trachtenberg, 1920 von Henrik Galeen
- 1933: Yiskor (Kompilationsfilm, Regisseur) – unter Verwendung von Ausschnitten aus Jiskor, 1924 von Sidney M. Goldin
- 1933: The Eternal Jew (Kompilationsfilm, Regisseur)
- 1933: The Rabbi’s Strength/A Vilna Legend (Kompilationsfilm, Regisseur) – unter Verwendung von Ausschnitten aus Tkies khaf, 1924 von Zygmunt Turkow[5]
- 1933: The Wandering Jew (Regisseur)
- 1936: Love and Sacrifice (Libe und Laydnshaft, Regisseur)
- 1937: I Want to Be a Boarder (Regisseur)
- 1937: I Want to Be a Mother (Regisseur)
- 1937: Where Is My Child? (Filmschnitt)
- 1937: Der Dybbuk (Filmschnitt)
- 1939: On a heym (Englische Untertitel)